# 約翰·卡羅勒斯
约翰·卡罗勒斯（Johann Carolus，1575年3月26日 - 1634年8月15日）是德國的报纸出版人，他在斯特拉斯堡出版報紙。世界新聞出版協會等組織認為他出版的報紙可能是世界上第一份报纸。